# Membach (Seebach)
Der Membach ist ein etwa 6 km langer rechtsseitiger und westlicher Nebenfluss der Seebach in Mittelfranken. 

## Name
Als Oikonym tritt der Name 1048/51 als Mennenbach erstmals schriftlich in Erscheinung. Das Bestimmungswort des Namens leitet sich von einem Personennamen Manno ab.

## Verlauf
Der Membach entspringt beim Weiler Obermembach und speist eine Kette von Weihern wie z. B. den Sarweiher, den „Großen Weiher“ und den Membachweiher. Er durchfließt die Orte Mittelmembach und Untermembach. In Untermembach unterquert er die Kreisstraße ERH 14 und die Bundesautobahn 3. Der Bach mündet südlich von Dechsendorf in die Seebach.